# Constantin av Liechtenstein
Constantin Ferdinand Maria, född 15 mars 1972 i Sankt Gallen i kantonen Sankt Gallen, död 5 december 2023, var son till furst Hans-Adam II av Liechtenstein och grevinnan Marie Kinsky von Wchinitz und Tettau. Känd som Constantin Liechtenstein förvaltade han huset Liechtensteins förmögenhet från 2012 fram till sin död.

## Biografi
Prins Constantin studerade vid Universitet i Salzburg där han avlade en masterexamen i juridik. Prinsen var generaldirektör och styrelseordförande för Stiftung Fürst Liechtenstein som förvaltade furstefamiljens förmögenhet och tillgångar från 2012.
Constantin var vid sin död nummer sju i tronföljden till att bli furste av Liechtenstein.

## Död
Prins Constantin avled 51 år gammal den 5 december 2023. Hovet beskrev hans död som ”oväntad” och orsaken är ännu okänd.

## Familj
Prins Constantin gifte sig den 14 maj 1999 i Vaduz (borgerligt) och den 18 juli samma år (kyrkligt) med grevinnan Marie Gabriele Franziska Kálnoky de Kőröspatak, dotter till greve Alois Hugo Alexander Georg Guntram Maria Kálnoky de Kőröspatak och friherrinnan Sieglinde von Oer. De fick barnen
1. Prins Moritz Emanuel Maria, greve av Rietberg (född 2003).
2. Prinsessan Georgina Maximiliana Tatiana Maria, grevinna av Rietberg (född 2005).
3. Prins Benedikt Ferdinand Hubertus Maria, greve av Rietberg (född 2008).

## Titel och vapen
Constantins fulla titel var Hans Höghet Prins Constantin av Liechtenstein, Greve av Rietberg. Hans vapen var det av huset Liechtenstein, tillika Liechtensteins riksvapen.